# علم الفلك المجري
علم الفلك المجري (بالإنجليزية: Galactic astronomy) هو دراسة مجرة درب التبانة أو (الطريق اللبني) التي نسكن فيها، بعكس علم الفلك خارج المجري الذي يدرس كل ما هو خارج مجرتنا بما في ذلك المجرات الأخرى.
يجب أن لا يخلط بين علم الفلك المجري وعلم تشكل وتطور المجرات وهو الدراسة العامة للمجرات وتشكلها وبنيتها ومكوناتها وحركياتها وتآثراتها ومجال الأشكال التي تأخذها.
مجرة درب التبانة، التي ينتمي لها نظامنا الشمسي هي من أكثر المجرات دراسة حتى الآن مع إن الأجزاء المهمة منها لا يمكن رصدها ضمن مجال اطوال الموجات المرئية فهي محجوبة بمناطق من الغبار المجري. لكن تطور علم الفلك الراديوي علم الفلك تحت المليمتري submillimeter astronomy في القرن العشرين سمح للغاز والغبار في درب التبانة بأن يحدد ضمن خريطة للمرة الأولى.
وفي أي ليلة صافية يمكن أن ترى عبر الفضاء من طرف إلى آخر خصلة من الضوء مكفهرة، أكثر إتساعاً في بعض الأمكنة منها في الأمكنة الأخرى. إن رؤية هذه الخصلة ممكنة من كل مناطق العالم سواء للشمال أو للجنوب من خط الاستواء ولذلك لابد إنها تمتد عبر الفضاء بكامله، وقد دعاها علماء الفلك الأقدمون سكة اللبن أو درب التبانة، لإنهم أعتقدوا إنها كما تبدو مجرى حليبياً عبر الفضاء، أو طريق للتبانة، وأشتقوا لها اسما من أصل يوناني يعني اللبن، لكن أحدا لم يعرف هذه الخصلة ومواصفاتها قبل أن صنع غاليلو مرقبهُ الأول. عند ذاك تمكن غاليلو أن يكتشف إنها تتألف من الملايين من النجوم المنفصلة.
ومجرة درب التبانة أكثر تألقاً في بعض أقسامها مما هي عليه في أقسام أخرى. فالقسم الذي يحيط بكوكبة الدجاجة شديد اللمعان، ولكن القسم الأكثر إتساعاً ولمعاناً يقع أبعد إلى الجنوب في كوكبة القوس، ورؤيتها ممكنة في الفضاء الشمالي على انخفاض كبير في الأمسيات الصيفية، لكن مشاهدتها أكثر سهولة في البلدان الواقعة للجنوب من خط الاستواء.